# Henry Susanto
Henry Susanto – indonezyjski zapaśnik w stylu klasycznym.
Brązowy medalista igrzysk Azji Południowo-Wschodniej w 1997 roku.